# Мулькатово
Мулька́тово (рос. Мулькатово, башк. Мөлкәт) — присілок у складі Дуванського району Башкортостану, Росія. Входить до складу Арієвської сільської ради.
Населення — 207 осіб (2010; 212 у 2002).
Національний склад:
- башкири — 94 %